# Stefanus van Gévaudan
Stefanus van Gévaudan, lid van het burggrafelijk huis van Gévaudan, was een Frankische geestelijke, bisschop van Le Puy-en-Velay van 995 tot 998.

## Biografie
Stefanus is ongetwijfeld een jongere zoon van Stefanus van Brioude en Adelheid van Anjou. Hij was, daarom, ook de halfbroer van de graaf van Provence, Willem II. Zijn vader heerste over het zuiden van Auvergne (Saint-Julien de Brioude) en Gévaudan. Hij voerde zelf niet de titel van burggraaf van Gévaudan, maar deze titel werd hem a posteriori toegekend. 
In 998 volgde hij zijn oom, Guy van Anjou, op als bisschop van Le Puy. Deze laatste had hem in feite klaargestoomd om zijn opvolger te worden. Hij werd door aartsbisschop Dagobert van Bourges gewijd, aan wie het diocees van Le Puy ondergeschikt was, maar het domkapittel kwam in opstand omdat de benoeming van de bisschop normaal gezien aan hen toekwam.
Tijdens een te Rome in 998 gehouden synode zou paus Gregorius V daarom Stefanus afzetten en bepalen dat de bisschoppen van Le Puy door het domkapittel moeten worden benoemd en de nieuw verkozen bisschop zich vervolgens naar Rome moet begeven om zich door de paus zelf tot bisschop te laten wijden. Sindsdien vallen de bisschoppen van Le Puy rechtstreeks onder de Heilige Stoel en niet langer onder het aartsbisdom Bourges.